# 248 v. Chr.
Portal Geschichte | Portal Biografien | Aktuelle Ereignisse | Jahreskalender | Tagesartikel

◄ |
4. Jahrhundert v. Chr. |
3. Jahrhundert v. Chr. |
2. Jahrhundert v. Chr. |
►

◄ | 260er v. Chr. | 250er v. Chr. | 240er v. Chr. | 230er v. Chr. |
220er v. Chr. |
►

◄◄ | ◄ | 251 v. Chr. | 250 v. Chr. | 249 v. Chr. | 248 v. Chr. |
247 v. Chr. |
246 v. Chr. |
245 v. Chr. |
► |
►►
Staatsoberhäupter

## Ereignisse
- Nach der Schlacht von Drepana gerät der Erste Punische Krieg auf Sizilien zu einem Stellungskrieg, bei dem die erschöpften Parteien keine größeren Schlachten wagen.
- Plünderungszüge der karthagischen Flotte unter Karthalo gegen süditalienische Häfen.
- Die Römer schließen mit Hieron II. von Syrakus einen dauerhaften Bündnisvertrag.